# جرج ال. بری
جورج ال. بری (به انگلیسی: George L. Berry) سناتور سابق عضو حزب دموکرات ایالات متحده آمریکا بود. وی در سال ۱۹۳۷ تا ۱۹۳۸ میلادی سناتور ایالت تنسی در سنای ایالات متحده آمریکا بود.